# Capela de Santa Bárbara do Pitangui
Capela de Santa Bárbara do Pitangui, também conhecida apenas por Capela de Santa Bárbara é um pequeno templo situado em Ponta Grossa e que por seu valor histórico e cultural foi tombada como patrimônio cultural do Paraná em 10 de outubro de 2000  

## História
Em 1710, a Companhia de Jesus  com permissão do capitão-mor Pedro Taques de Moraes, construiu na Fazenda do Pitangui, um oratório em honra à Santa Bárbara.
Com o falecimento de Pedro Taques de Moraes em 1713, seu filho José Góis de Moraes, fez a doação da Sesmaria do Itaiacoca, também denominada Fazenda Pitangui para a Companhia de Jesus em agosto de 1727.
Em 1729 o Padre Nicolau Rodrigues França, da casa das Missões de Paranaguá, aí missionou conforme consta dos assentos da Catedral de Curitiba. Logo após a instalação, os padres teriam substituído o oratório por uma capela construída por José Tavares de Serqueira, dedicada à Santa Bárbara do Pitangui.
Paralelamente aos serviços religiosos os jesuítas estabeleceram uma fazenda de criação, a Fazenda Pitangui, e aí permaneceram até 1759, quando foram expulsos pelo Marquês de Pombal.

## Construção

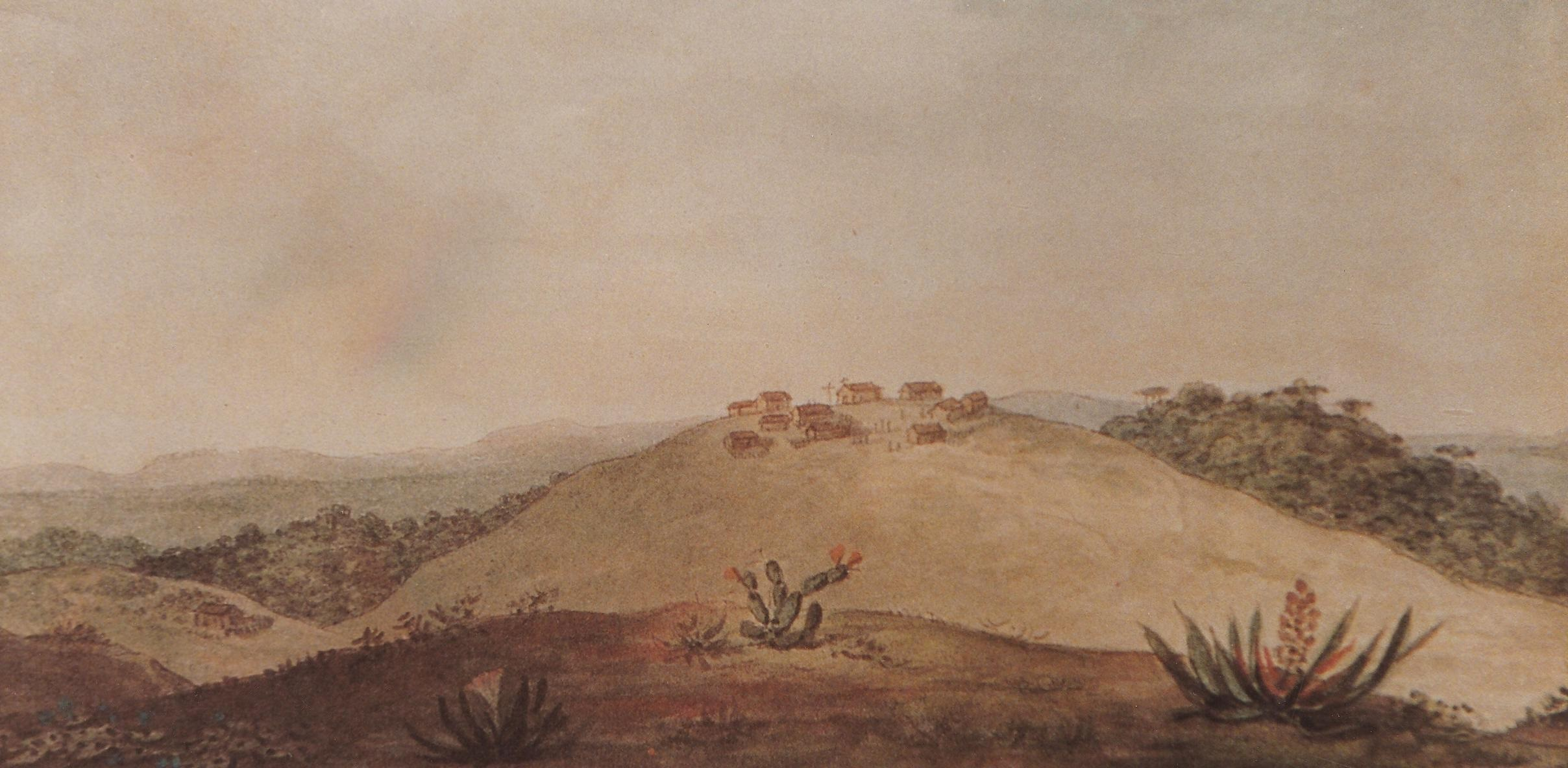
A Região dos Campos Gerais em 1820, quando da visita de Debret ao sul do Brasil

Os religiosos da Companhia de Jesus povoaram as Sesmarias de gado e escravos movimentando suas  fazendas. A estrada do Continente Sul que ligava São Paulo ao Rio Grande do Sul, de  Jaguariaíva para o sul, vinha em direção ao rio Pitangui, passando pela sesmaria dos padres da Companhia de Jesus. Os jesuítas do  Pitangui, vendo o crescente movimento dos tropeiros e viandantes,  apressaram-se na construção de uma capela e a dedicaram à Santa Barbara, para  onde iam todos os moradores das fazendas vizinhas receber os sacramentos.
Com a expulsão dos jesuítas, efetuada por ordem do Marquês de Pombal, de Portugal e das suas colônias, confiscando todos os seus bens e os anexando à Coroa Portuguesa, dentre estes à Capela de Santa Bárbara, cessaram todos os ofícios religiosos que eventualmente eram realizados ali, e os escravos foram alforriados e passaram a viver na ociosidade, de acordo com o que consta no arquivo Paroquial de Castro.
A partir deste ano a capela e a Fazenda Pitangui passaram a ser geridas pelos carmelitas da Fazenda Capão Alto. Em 1772 estes se retiraram do Paraná temerosos que lhes acontecesse o mesmo que houve aos jesuítas.

## A Capela
Capela de Santa Bárbara é  uma edificação simples, com traços que dão nítida ideia da vida e  religiosidade da época. De pau a pique e reboco, coberta com telhas trazidas de Paranaguá em lombo de burro, foi construída com o dinheiro doado por Ana Siqueira de Mendonça, viúva de Domingos Teixeira de Azevedo, do Cambijú, para  pagar uma promessa à Santa Bárbara.
Localizada à margem esquerda do riacho São Miguel, afluente do rio Pitangui, a capela foi toda  construída com material existente em maior quantidade na região – arenito furnas, assentada sobre um grande bloco do mesmo material.

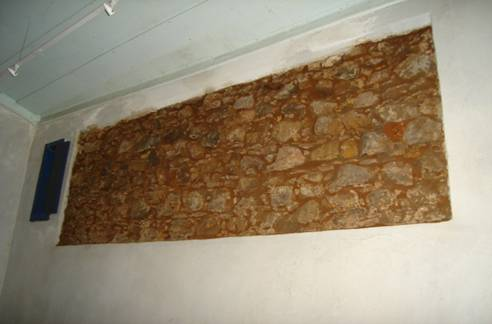
Parede interna (já restaurada) da Capela de Santa Bárbara onde aparece fragmento da parede original datada de 1729

Suas paredes são  bastantes espessas, tendo a frente voltada para o Sul por onde subiam-se alguns degraus de pedra já bastante gastos pelo uso. O interior era muito simples, paredes nuas, com uma única janela no lado esquerdo do altar. Desse lado, havia um pequeno púlpito de madeira, com uma pequena escada. Sobre o altar encontrava-se a imagem em argila da Santa. Esta tinha sobre a fronte uma coroa de prata com algumas pedras coloridas. Existiam duas pias batismais de madeira, um turíbulo de bronze e um pequeno sino, pesando aproximadamente dez quilos.
Havia apenas uma porta de entrada voltada para o sul. Sobre esta porta teria existido uma placa de  madeira com inscrições a fogo, destruída pela ação do tempo, e que foi  substituída em parte, por um papel datilografado com os seguintes dizeres copiados do original:
"Em 1707 passou pelos  Campos Gerais uma Missão Científica composta de Jesuítas, que como em todas  as demais fazendas fundaram uma pequena Igreja.

Padres:

Antônio da Cruz, 1707 - Tomás de Aquino, 1716  - Vitor Antônio, 1717 - Manoel Amaro, 1720 - João Gomes, 1725  - Antônio da Cruz, 1732 - Estanislau Cardoso, 1735 - Francisco Gomes, 1739 - Manoel Rodrigues, 1740 - Antônio da Cruz, 1741 - Caetano Dias, 1743 - Lourenço de Almeida, 1748 - Manoel Martins, 1751 - Cristóvão da Costa, 1752

É conclusivo que da presente relação quase todos os reitores nos campos da Fazenda do Pitangui, aqui estiveram e celebraram Missa”.

## O cemitério
Enterravam-se os  mortos no pequeno cemitério ao lado da Capela Santa Bárbara.
A existência de um  cemitério na Fazenda, explicaria a aparição de ossadas quando da restauração  feita no local em meados da década de 1970, quando os mesmo foram encontrados  sob o assoalho
apodrecido, o que seria um cemitério das famílias que foram proprietárias da fazenda.
No cemitério da capela,  estão enterrados todos os primitivos povoadores de Ponta Grossa.

## O tombamento e as obras de restauração
Com o passar dos anos e a sucessiva transferência da referida propriedade a obra foi sendo  esquecida, chegando quase a ruína total. Hoje, a Capela de Santa Bárbara do Pitangui representa, simbolicamente, o início de todo processo de ocupação, de formação do povo da cultura típica dos Campos Gerais. Em abril de 2003, foram concluídas as obras de restauração da Capela e retomada sua visitação pública.

## Localização
O acesso ao local se dá pela rodovia Arichernes Gobbo (deve-se virar à esquerda, após passar o viaduto sobre o pátio da ALL, em direção ao núcleo habitacional Dal Col). Após percorridos 2 km , deve-se virar à direita, passando por baixo de um viaduto da linha férrea. Deve-se seguir em frente por mais 5 km e virar à esquerda, percorrendo mais 2 km até uma porteira. Coordenadas geográficas: 25°02'34.0"S 50°04'13.6"W